# Cerviniella hamata
Cerviniella hamata is een eenoogkreeftjessoort uit de familie van de Aegisthidae. De wetenschappelijke naam van de soort is voor het eerst geldig gepubliceerd in 1973 door Coull.